# Pismo siddham

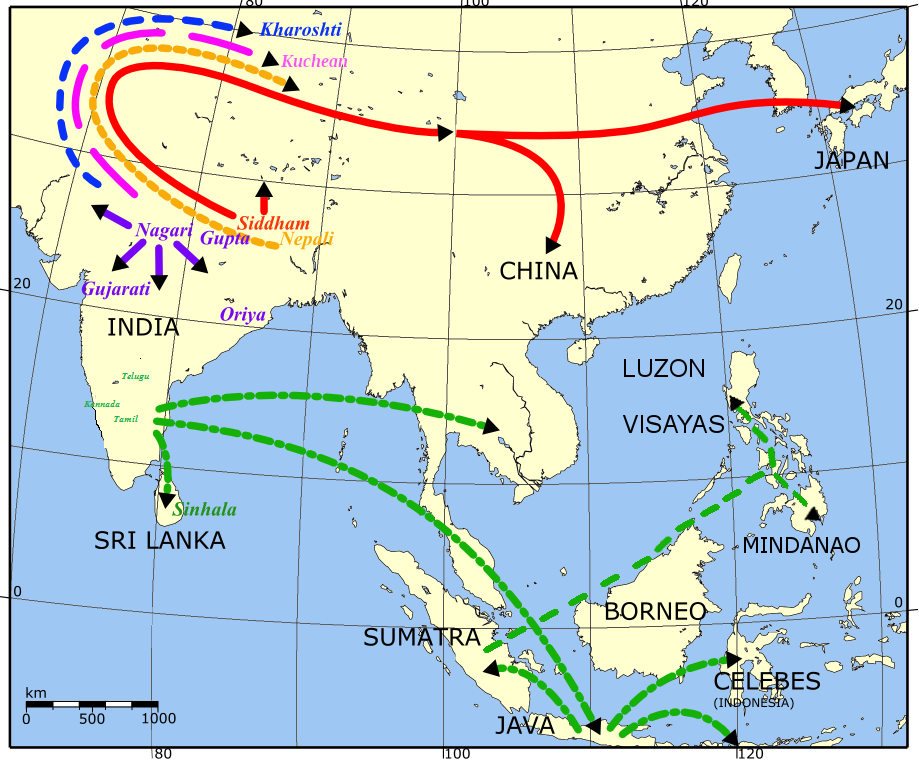
Drogi rozprzestrzeniania się alfabetów indyjskich

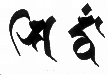
Nazwa 𑖭𑖰𑖟𑖿𑖠𑖽 „siddham” w piśmie siddham

Siddhaṃ (𑖭𑖰𑖟𑖿𑖠𑖽; sanskryt: सिद्धं, „doskonałe”) – północno-indyjski alfabet sylabiczny, używany do zapisywania sanskrytu w okresie około 600–1200 n.e. Wywodzi się pośrednio z pisma brahmi poprzez pismo Gupta. W piśmie tym zapisanych było wiele sanskryckich tekstów buddyjskich, które zawieziono do Chin podróżując Szlakiem Jedwabnym. Z kolei Kūkai po swoim pobycie w Chinach wprowadził pismo siddham do Japonii w IX w. W Japonii zwyczaj przepisywania sutr buddyjskich w tym piśmie jest do tej pory praktykowany w buddyjskich tradycjach Shingon i Tendai oraz w synkretycznym nurcie zwanym Shugendō.
Na terenie Japonii alfabet ten znany jest pod nazwą shittan (悉曇) lub bonji (梵字). Nieco zmodyfikowane pismo siddham znane jest również w Korei. W połowie IX w. w Chinach nastąpiła gwałtowna reakcja skierowana przeciwko „cudzoziemskim religiom”, odcinając Japonię i Koreę od bezpośrednich kontaktów z Indiami, gdzie w międzyczasie pismo dewanagari i inne alfabety zastąpiły siddham. W ten sposób Daleki Wschód stał się jedynym zakątkiem świata, gdzie ta forma pisma się zachowała.